# Aleksandr Uszakow (1920–1992)
Aleksandr Kiriłłowicz Uszakow (ros. Александр Кириллович Ушаков, ur. 24 lutego 1920 we wsi Łomowka obecnie w rejonie bogorodickim w obwodzie tulskim, zm. 30 października 1992 w Moskwie) – radziecki wojskowy, starszy porucznik, Bohater Związku Radzieckiego (1944).

## Życiorys
Od 1929 do 1938 mieszkał w mieście Kuźnieck Syberyjski (obecnie Nowokuźnieck), a od 1938 w Nowosybirsku, do 1939 skończył 10 klas szkoły. Od listopada 1939 służył w armii jako artylerzysta, skończył szkołę pułkową. Od października 1941 uczestniczył w wojnie z Niemcami jako dowódca oddziału zwiadowczego 8 pułku artylerii/51 gwardyjskiego pułku artylerii na Froncie Zachodnim, brał udział w bitwie pod Moskwą i operacji rżewsko-wiaziemskiej w 1943. Od lipca 1943 do marca 1945 był celowniczym SU-85 1 gwardyjskiego pułku artylerii samochodowej na Froncie Briańskim i 1 Ukraińskim, brał udział w operacji orłowskiej, proskurowsko-czernowieckiej, lwowsko-sandomierskiej, sandomiersko-śląskiej, dolnośląskiej i górnośląskiej. Walcząc w składzie 6 Gwardyjskiego Korpusu Zmechanizowanego 4 Armii Pancernej 1 Frontu Ukraińskiego szczególnie wyróżnił się podczas walk o Prawobrzeżną Ukrainę w marcu 1944. Od 2 do 21 marca 1944 w walce na przedmieściach Skałatu walcząc z ciężkimi czołgami wroga, według oficjalnych danych trafił 9 z nich i zabił ponad stu hitlerowców. Po wojnie służył w Lwowskim Okręgu Wojskowym, w marcu 1946 został zdemobilizowany. Później pracował jako sekretarz organizacji komsomolskiej w Instytucie Naukowo-Badawczym nr 6 w Moskwie, w 1951 ukończył studia w Instytucie Handlu Zagranicznego, później pracował w Ministerstwie Handlu Zagranicznego ZSRR jako starszy ekonomista i później inspektor Działu Kadr. Od 1952 do 1954 był starszym ekonomistą Przedstawicielstwa ZSRR w Austrii, później starszym referentem zjednoczenia Mieżdunarodnaja Kniga, a 1957-1958 ekspertem i starszym ekspertem Wydziału ds. Ekonomiki Słabo Rozwiniętych Państw Kapitalistycznych Państwowego Komitetu ZSRR ds. Zagranicznych Stosunków Gospodarczych. Od 1958 do 1963 pracował jako ekspert aparatu doradcy ds. stosunków ekonomicznych Ambasady ZSRR w Indonezji, później ponownie pracował w Państwowym Komitecie ZSRR ds. Zagranicznych Stosunków Gospodarczych jako ekspert ds. państw Azji Południowo-Wschodniej (1963-1965) i główny specjalista ds. Indonezji, Cejlonu i Singapuru (1965-1967), we wrześniu 1967 został instruktorem w Wydziale KC KPZR ds. pracy z zagranicznymi kadrami i wyjazdów za granicę. Został pochowany na Cmentarzu Trojekurowskim.

## Odznaczenia
- Złota Gwiazda Bohatera Związku Radzieckiego (24 maja 1944)
- Order Lenina (24 maja 1944)
- Order Wojny Ojczyźnianej I klasy (11 marca 1985)
- Order Wojny Ojczyźnianej II klasy (19 marca 1944)
- Order Czerwonego Sztandaru Pracy (8 kwietnia 1976)
- Order Czerwonej Gwiazdy (6 maja 1944)
- Order Przyjaźni Narodów (22 lutego 1980)
- Order „Znak Honoru” (17 grudnia 1966)

I medale.